# Sydney Brown
Sydney Brown (London, 21 marzo 2001) è un giocatore di football americano canadese che milita nel ruolo di safety per i Philadelphia Eagles della National Football League (NFL).

## Carriera

### Philadelphia Eagles
Al college Brown giocò a football a Illinois. Fu scelto nel corso del terzo giro (66º assoluto) del Draft NFL 2023 dai Philadelphia Eagles. Debuttò come professionista subentrando nella gara del primo turno contro i New England Patriots mettendo a segno un tackle. Nell'ultimo turno si ruppe il legamento crociato anteriore contro i New York Giants. La sua stagione da rookie si chiuse con 45 placcaggi, un intercetto, 3 passaggi deviati e un fumble forzato in 14 presenze, di cui 6 come titolare.

## Palmarès
- Super Bowl : 1

Philadelphia Eagles: LIX
- National Football Conference Championship:1

Philadelphia Eagles: 2024